# Давид Депетріс
Давид Альберто Депетріс (ісп. David Alberto Depetris / словац. David Alberto Depetris; нар. 11 листопада 1988, Санта-Фе, Аргентина) — словацький футболіст, нападник клубу Другої ліги Словаччини Дукла (Банська Бистриця). Народився в Аргентині, але виступав за національну збірну Словаччини.
Свою європейську кар'єру розпочав у клубі словацької Суперліги «Тренчин».

## Клубна кар'єра

### Ранні роки
Народився в місті Санта-Фе. Футболом розпочав займався в команді рідного місто. У 2005 році приєднався до «Атлетіко Рафаела», де виступав лише за першу команду. Загалом за «Атлетіко» відзначився 10-ма голами в 35-ти матчах. 

### «Тренчин»
У січні 2008 року, разом зі співвітчизником Альдо Омаром Баезом, приєднався до «Тренчина», з яким підписав 5-річний контракт. Після оренди в нідерландському «Алмере Сіті» (2010) він став основним нападником «Тренчина». У своєму першому сезоні у другій лізі Словаччини відзначився 21-м голом у 30-ти матчах. У дебютному для сезоні в першій лізі відзначився 8-ма голами, а після завершення осінньої частини сезону 2012/13 років став найкращим бомбардиром чемпіонату з 16-ма голами, встановивши рекорд вищої ліги (найбільше м'ячів, забитих в осінній частині Першої ліги). У сезоні 2010/11 років відзначився 31-м голом у 30 матчах та знову став найкращим бомбардиром словацького чемпіонату. За підсумками сезону 2012/13 років з 16-ма голами знову став найкращим бомбардиром Словаччини, хоча з січня 2013 року уже виступав за турецький «Чайкуру Різеспор».

### Оренда в «Алмере Сіті»
У 2010 році відправився в оренду до нідерландського «Алмере Сіті», де відзначився 2-ма голами в 10-ти матчах.

### «Чайкур Різеспор»
У першій половині сезону 2012/13 років відзначився рекордними 16-ма голами за «Тренчин» у словацькому чемпіонаті й під час зимової перерви вище вказаного сезону перебрався до клубу Першої ліги Туреччини «Чайкур Різеспор», з яким підписав 3,5-річний контракт. Дебютував за нову команду 27 січня 2013 року в програному (1:2) поєдинку проти «Адани Демірспора», в якому в другому таймі замінив Кумалі Біші. 3 лютого 2013 року відзначився своїми першими і другими голами в Першій лізі Туреччини в переможному (3:2) поєдинку проти «Тавшанлі Ліньїтспора». Під час свого дебютного сезону в Туреччині відзначився 6-ма голами у 13 матчах і допоміг «Різеспору» вийти у Суперлігу. В осінній частині сезону 2013/14 у нього були складні стосунки з новим тренером «Різеспора» Різою Чалимбаєм, який практично не випускав його на поле. Під час зимової перерви в першості шукав можливості піти в оренду. 10 червня 2014 року достроково залишив «Різеспор» і став вільним агентом.

### Оренда в «Сігму»
У лютому 2014 року відправився в 6-місячну оренду без опцію викупу в «Сігма» (Оломоуць), ініціатором переходу став тренер Зденек Псотка, який знав його ще ао виступах у Словаччині. Цікавий факт, що у липні 2011 року у футболці «Тренчина» брав участь у переможному (6:0) товариському матчі проти «Сігми». У своєму першому матчі за «Сігму» 22 лютого 2014 року відзначився двома голами й допоміг команді здобути розгромну перемогу над празькою «Славією» (5:1). У нього був шанс оформити хет-трик, але дальній удар воротар Матей Ракован відбив від стійки. 25 травня 2014 року відзначився лише в переможному (2:0) матчі чемпіонату проти «Зноймо», де відзначився переможним голом. Загалом за «Оломоуц» у Першій лізі провів 13 матчів та відзначився 3-ма голами, але за результатами сезону клуб вилетів у другу лігу.

### «Монаркас» (Морелія)
11 липня 2014 року відправився в оренду з правом викупу до «Монаркаса» (Морелія). У клубі перебував рік, 1 липня 2015 року став вільним агентом.

### «Спартак» (Трнава)
У вересні 2015 року повернувся до Словаччини, де підписав контракт до 30 червня 2016 року з «Спартак» (Трнава). У своєму першому матчі за «Спартак» 13 вересня 2015 року вийшов на поле проти свого колишнього клубу «Тренчина» й відзначився 2-ма голами, але не зміг допомогти уникнути поразки (3:5) своїй команді. У Фортуна лізі 2015/16 відзначився 15-ма голами за «Спартак», відстав на два голи від найкращого бомбардира національного чемпіонату Гіно ван Кессела з «Тренчина». Влітку вирішив не продовжувати з клубом контракт й почав шукати собі нове місце роботи.

### «Уракан»
Влітку 2016 року повернувся до Аргентини, де підсилив «Уракан».

### Оренда в «Олімпо»
Влітку 2017 року залишив «Уракан» й перебрався в оренду до іншого аргентинського клубу, «Олімпо» (Баїя-Бланка).

## Кар'єра в збірній
Давид Депетріс виявив бажання представляти Словаччину. У березні 2013 року отримав словацьке громадянство (вже третє після аргентинського та італійського) і був готовий виступати за словацьку збірну. У травні 2013 року тренери національної збірної Словаччини Станіслав Грига та Міхал Гіпп викликали його на матч кваліфікації чемпіонату світу 2014 року проти Ліхтенштейну. Зрештою, він так і не вийшов на поле (нічия 1:1). Новий тренер збірної Словаччини Ян Козак дав йому можливість дебютувати 14 серпня 2013 року в виїзному нічийному (1:1) товариському матчі з Румунією, коли випустив його на поле на 79-й хвилині. 19 листопада 2013 року отримав можливість вийти в стартовому складі в товариському матчі проти Гібралтару, який відбувся у місті Фару, провінція Алгарве, який став першим в історії офіційним матчем Гібралтару після того, як у травні 2013 року її прийняли як 54-го члена УЄФА. Матч завершився несподіваною нічиєю 0:0, у складі збірної Словаччини вийшли гравці з розширеного списку кандидатів до збірної, а також декілька дебютантів.

## Особисте життя
Давид одружений на словацькій фітнес-тренеркині Еріці Депетріс (уроджена Качинцова). Його брат, Родріго, також професіональний футболіст.

## Статистика виступів

### Клубна
Станом на 17 березня 2018
| Клуб                   | Сезон             | Ліга                       | Ліга  | Ліга | Кубок | Кубок | Кубок ліги | Кубок ліги | Інші  | Інші | Загалом | Загалом |
| Клуб                   | Сезон             | Дивізіон                   | Матчі | Голи | Матчі | Голи  | Матчі      | Голи       | Матчі | Голи | Матчі   | Голи    |
| ---------------------- | ----------------- | -------------------------- | ----- | ---- | ----- | ----- | ---------- | ---------- | ----- | ---- | ------- | ------- |
| «Атлетіко Рафаела»     | 2008–09           | Прімера Б Насьйональ       | 4     | 1    | 0     | 0     | —          | —          | —     | —    | 4       | 1       |
| «Атлетіко Рафаела»     | 2009–10           | Прімера Б Насьйональ       | 1     | 0    | 0     | 0     | —          | —          | —     | —    | 1       | 0       |
| «Атлетіко Рафаела»     | Загалом           | Загалом                    | 5     | 1    | 0     | 0     | 0          | 0          | 0     | 0    | 5       | 1       |
| «Алмере Сіті» (оренда) | 2009–10           | Еерстедивізі               | 10    | 2    | 0     | 0     | —          | —          | —     | —    | 10      | 2       |
| «Тренчин»              | 2011–12           | Словацька Суперліга        | 31    | 8    | 1     | 0     | —          | —          | —     | —    | 32      | 8       |
| «Тренчин»              | 2012–13           | Словацька Суперліга        | 19    | 16   | 1     | 1     | —          | —          | —     | —    | 20      | 17      |
| «Тренчин»              | Загалом           | Загалом                    | 50    | 24   | 2     | 1     | 0          | 0          | 0     | 0    | 52      | 25      |
| «Чайкур Різеспор»      | 2012–13           | Перша ліга Туреччини       | 13    | 6    | 0     | 0     | —          | —          | —     | —    | 13      | 6       |
| «Чайкур Різеспор»      | 2013–14           | Суперліга Туреччини        | 6     | 1    | 1     | 0     | —          | —          | —     | —    | 7       | 1       |
| «Чайкур Різеспор»      | Загалом           | Загалом                    | 19    | 7    | 1     | 0     | 0          | 0          | 0     | 0    | 20      | 7       |
| «Сігма»                | 2013–14           | Перша чеська ліга          | 13    | 3    | 0     | 0     | —          | —          | —     | —    | 13      | 3       |
| «Монаркас» (Морелія)   | 2014–15           | Прімера Дивізіон           | 23    | 4    | 3     | 3     | —          | —          | 2     | 1    | 28      | 8       |
| «Спартак» (Трнава)     | 2015–16           | Словацька Суперліга        | 21    | 15   | 1     | 0     | —          | —          | —     | —    | 22      | 15      |
| «Уракан»               | 2016–17           | Прімера Дивізіон Аргентини | 2     | 1    | 0     | 0     | —          | —          | 2     | 0    | 4       | 1       |
| «Олімпо» (оренда)      | 2017–18           | Прімера Дивізіон Аргентини | 14    | 3    | 3     | 0     | —          | —          | —     | —    | 17      | 3       |
| Усього за кар'єру      | Усього за кар'єру | Усього за кар'єру          | 157   | 60   | 10    | 4     | 0          | 0          | 4     | 1    | 171     | 65      |

## Досягнення

### Клубні
«Тренчин»
- Друга ліга Словаччини
  -  Чемпіон (1): 2010/11

«Монаркас» (Морелія)
- Суперкубок MX
  -  Володар (1): 2014

«Спартак» (Трнава)
- Кубок Словаччини
  -  Володар (1): 2018/19

### Індивідуальні
- Найкращий бомбардир Першої ліги Словаччини (1): 2012/13 (16 голів)
- Найкращий бомбардир Другої ліги Словаччини (2): 2008/09 (21 гол), 2010/11 (31 гол)